# Dicromato de sodio
El dicromato de sodio es un compuesto químico de fórmula Na2Cr2O7. Por lo general, sin embargo, la sal se presenta en forma de dihidrato Na2Cr2O7 · 2 H2O. Prácticamente todo el mineral de cromo se procesa a través de la conversión a dicromato de sodio. De esta forma, muchos millones de kilogramos de dicromato de sodio son producidos anualmente. En cuanto a reactividad y apariencia, el dicromato de sodio y el dicromato de potasio son muy similares. La sal de sodio, sin embargo, es alrededor de veinte veces más soluble en agua que la sal de potasio (49 g/L a 0 °C) y su peso equivalente también es menor, lo cual es a menudo deseable.

## Producción
El dicromato de sodio es producido a gran escala a partir de minerales que contienen óxidos de cromo (III). El mineral se funde con una base, por lo general carbonato de sodio, a unos 1000 °C en presencia de aire (fuente de oxígeno):
2 Cr2O3  +  4 Na2CO3  +  3 O2   →   4 Na2CrO4  +  4 CO2
Este paso solubiliza el cromo y permite extraerlo en agua caliente. En esta etapa, los otros componentes del mineral como el aluminio y los compuestos de hierro, son poco solubles. La acidificación del extracto acuoso resultante con ácido sulfúrico o dióxido de carbono permite obtener el dicromato, que es aislado en su forma dihidratada por cristalización. Ya que el cromo (VI) es tóxico, especialmente si está en polvo, las fábricas están sujetas a estrictas regulaciones. Por ejemplo, los efluentes de las refinerías son tratados con agentes reductores para convertir el cromo (VI) de nuevo en cromo (III), que es menos nocivo para el medio ambiente. Se conocen una gran variedad de hidratos de esta sal, que van desde el decahidrato, por debajo de 19,5 °C (CAS # 13517-17-4), así como las formas hexa-, tetra-, y dihidratadas. Por encima de 62 °C, estas sales pierden agua de forma espontánea para dar el material anhidro.

## Reacciones
Los dicromatos y cromatos son agentes oxidantes. Para el curtido del cuero, el dicromato de sodio se reduce primero con dióxido de azufre.
En el área de la síntesis orgánica, este compuesto oxida los enlaces CHbencílicos y alílicos para dar derivados carbonilo. Por ejemplo, el 2,4,6-trinitrotolueno se oxida a su correspondiente ácido carboxílico. Del mismo modo, el 2,3-dimetilnaftaleno es oxidado por Na2Cr2O7 para dar ácido 2,3-naftalendicarboxílico.
Los alcoholes secundarios se oxidan a su correspondiente cetona, por ejemplo, el mentol se oxida a mentona dihydrocholesterol to cholestanone:
3 R2CHOH  +  Cr2O72-  +  2 H+ →  3 R2C=O  +  Cr2O3 +  4 H2O
En relación con la sal de potasio, la principal ventaja del dicromato de sodio es su mayor solubilidad en agua y disolventes polares como el ácido acético.

## Seguridad
Al igual que todos los compuestos de cromo hexavalente, el dicromato de sodio es considerado como peligroso. Es también un conocido carcinógeno.